# Società Subalpina Imprese Ferroviarie
La Società Subalpina Imprese Ferroviarie (SSIF) è la società per azioni che gestisce la tratta italiana della ferrovia italo-svizzera Domodossola-Locarno, sia come impresa ferroviaria che come gestore dell'infrastruttura. Dal 2011 offre servizi di noleggio di autobus con conducente.

## Storia
Nel 1911 il governo italiano affidò la concessione per la costruzione della linea ferroviaria internazionale all'ingegnere elvetico Giacomo Sutter, già noto in Italia per aver costruito, nello stesso periodo, la ferrovia Asti-Chivasso.
L'anno successivo, il 12 febbraio 1912, venne fondata la SSIF (come società anonima per azioni, partecipata dalla banca finanziatrice Franco-Americana di Parigi), presieduta da Sutter. Alla SSIF venne affidata la concessione per la costruzione e per la successiva gestione della linea ferroviaria. I lavori iniziarono nello stesso anno.
A causa del fallimento della banca finanziatrice e dello scoppio della prima guerra mondiale per non perdere i finanziamenti la SSIF trovò l'aiuto finanziario della Cassa di Risparmio delle Provincie Lombarde.
Nel 1919 venne firmata una convenzione tra la SSIF e la FRT (successivamente FART, la società di gestione della tratta svizzera). Questa convenzione prevedeva che il materiale rotabile e il personale potessero oltrepassare i confini.
La linea ferroviaria venne aperta il 15 novembre 1923.
Tra il 1926 e il 1965 la SSIF gestì la ferrovia Spoleto-Norcia, poi passata alla SSIT; inoltre, tra il 1923 e il 1948 la SSIF gestì la navigazione sul Lago Maggiore.